# جیحون اریش
جیحون اریش (انگلیسی: Ceyhun Eriş؛ زادهٔ ۱۵ مهٔ ۱۹۷۷) بازیکن فوتبال اهل ترکیه است.
از باشگاه‌هایی که در آن بازی کرده‌است می‌توان به باشگاه ورزشی گنچلربیرلیغی، باشگاه فوتبال گالاتاسرای، باشگاه فوتبال دنیزلی اسپور، باشگاه فوتبال آنکاراگوچو، باشگاه فوتبال قونیه‌اسپور، باشگاه فوتبال ترابزون‌اسپور، باشگاه فوتبال سیواس‌اسپور، باشگاه فوتبال چای‌کار ریزه‌اسپور، باشگاه فوتبال سئول، باشگاه فوتبال فنرباغچه، باشگاه فوتبال سامسون‌اسپور، و باشگاه ورزشی گوزتپه اشاره کرد.
وی همچنین در تیم‌های ملی فوتبال زیر ۲۱ سال ترکیه، Turkey national football B team، و ترکیه بازی کرده‌است.